# Blaesodactylus microtuberculatus
Blaesodactylus microtuberculatus — вид геконоподібних ящірок родини геконових (Gekkonidae). Ендемік Мадагаскару. Описаний у 2015 році.

## Поширення і екологія
Blaesodactylus microtuberculatus відомі за типовим зразком, зібраним в заповіднику Анкарана в регіоні Діана на півночі острова Мадагаскар.